# 開智未来中学・高等学校
開智未来中学・高等学校（かいちみらいちゅうがっこう・こうとうがっこう）は、埼玉県加須市麦倉にある私立中学校・高等学校。学校法人開智学園が運営する。

## 概要
2010年3月をもって閉校した埼玉県立北川辺高等学校の校地や施設を引き継いだ形での新設となったが、公立校の跡地に私立校が置かれるのは珍しいことであるという。開校に先立って加須市が校地を県より購入し、以後10年間は開智学園に無償で貸し出す形での協力も行われていたが、学校の設立による市の活性化のねらいも含まれていた。2020年3月末、10年の無償貸出期間満了に伴い、加須市による売り払いにより校地及び校舎を取得している。

## 沿革
- 2010年（平成22年）
  - 4月1日 - 開智未来中学・高等学校開設準備室を設置し、関根均室長が就任。
  - 5月13日 - 埼玉県知事上田清司より学校計画認可を受ける。
  - 5月17日 - 開智学園、開校を発表。
- 2011年（平成23年）
  - 4月1日 - 中高共に開校。関根均校長就任。中学113名・高校128名入学。4月23日には開校記念式典が行われる。
  - 12月 - D棟新築竣工。
- 2016年（平成28年）12月 - 正式な校章を策定。
- 2018年（平成30年）4月 - 関根均特別顧問就任。加藤友信校長就任。
- 2020年（令和2年）6月 - 第一校歌完成。
- 2022年（令和4年）4月 - 藤井剛校長就任。

## 学校編成
関連校の開智小学校・中学校・高等学校が、中学校からの入学者を高校では中高一貫部に、高校からの入学者を高等部に分けていることにならい、開智未来でも、中学から入学した生徒と高校から入学した生徒が高校で同じクラスになることは基本的にない。ただし、課外活動やクラブ活動、学校行事などは共同で行われ、高校３年時の志望校に応じたコース選択の結果、同じ授業を受けることはある。
T未来クラスは東京大学などの最難関国公立大学や医学部を、未来クラスは国公立大学や難関私立大学を、開智クラス生は国公立大学やGMARCH～中堅私立大学への合格を目指したカリキュラムでの教育を受ける。「東大ゼミ」と呼ばれる特別授業も履修できる。
学力強化合宿として、高校部1学年では入学式の翌日から”Starting Seminar"が、夏季には中高部4学年5学年と高校部1学年高校部2学年合同の勉強合宿がある。
埼玉県内だけでなく群馬県、栃木県、茨城県などの近隣県からの生徒の獲得も学校の視野に入っており、最終的には中高合わせて約1千人規模の確保が計画されている。

## 学校生活

### 哲学の授業
全学年、週1時間、関根均特別顧問による「哲学」の授業が行われている。

### 土曜授業
中学・高校とも土曜授業を採用している。平日は３限後昼休みとなるが、土曜日は４限まで授業の後SHRを行い放課となる。SHR終了15分後に13時便のスクールバスが出発のため（14時～17時台にも運行されている）、13時便で下校する生徒には迅速な行動が求められる。

### 朝独習
本校の特徴的な自習システム。毎朝7:00からアカデメイアを開放し、約1時間半各自が独習できる。リュケイオンなども利用可能。参加は任意である。唯一のルールは「音をたてない」こと。

### 食事
中学生は持参の弁当もしくは給食弁当を教室において摂ることとなっている。給食弁当は学期単位での事前申し込み制を原則としているが、当日朝注文することも可能である（夏期及び冬期講習時も注文可能）。  高校生は弁当や食堂で販売している食事を、教室または食堂で食べる。指定された日に限り中学３年生も食堂利用が可能である。校内に自動販売機が設置されており、飲み物や軽食（パンなど）を購入可能。

### 生徒指導
冬服と夏服は指定された期間には必ず着用しなくてはならない（ただし、衣替えの前後1か月程度移行期間を設け、この間は夏冬どちらの制服でもよい）。通学時は指定靴（ローファー）を履く。  頭髪については、髪染め禁止のほかに、男子は耳に髪がかからないこと、女子は肩にかかる髪については縛ることが義務付けられている。  その他にも、化粧・自動車等運転免許取得・アルバイト等は原則禁止されている。

### ICT
PC環境及び校内wifiが整備され、全生徒にipadが支給される（費用は保護者負担）。授業や各種連絡、課題の提出及び宿題等に活用されている。アプリのインストールは学校側で管理され、夜は既定の時間以降、通信が遮断される仕様となっている。2020年3月からの新型コロナウイルス感染拡大防止のための休校及び分散登校時には、中１から高３までの各学年団により、毎朝のSHRや授業のオンラインでの実施、動画配信による授業などを積極的に展開した。以降、2020年9月の緊急事態宣言時など、必要が生じた場合にはipadを活用したオンライン授業等を実施している。

### 未来TED
毎年２月に１年間の総仕上げとして開催。中１から高２までの生徒が一同に会し、１年かけて決定された各学年代表生徒が、日本語や英語でプレゼンテーションを行う。本校教育プログラムの集大成ともいえる行事である。

### 夏期・冬季講習
終業式の翌日から5日程度（学年が上がるとその他の期間も実施）を講習期間としている。原則全員参加であり、土曜日の校時に準じた時程で実施される。

## フィールドワーク
他校での、遠足や修学旅行などに相当する行事。単なる観光旅行とは違い、目標と課題を持ち「探究」することを目的としている。

### 里山フィールドワーク（中高部1学年）
長野県飯山市にて「自然体験」と「人間体験」をコンセプトに実施。「星空・蛍体験」、「ブナ原生林・水生生物探求」、「早朝・夜間アクティビティ」等を実施。観察力を鍛えるために「スケッチノート」を40ページ完成させる。

### ブリティッシュヒルズフィールドワーク（中高部2学年）
福島県天栄村のブリティッシュヒルズにて「英語合宿」を行うもの。施設は英国調であり、英語を母語とするスタッフの中で2泊3日の英語だけの生活を送る。英国文化に触れることで異文化理解を深め、国際人としての資質を養う。

### 探究フィールドワーク（中高部3学年）
広島、京都、琵琶湖等を巡る3泊4日のフィールドワーク。各自研究テーマを設定し、現地取材（連絡調整も生徒が行う）を行いレポートを作成する。スループット力を高めるために「メモ―ト」180ページを完成させる。

### ニューヨーク・ワシントンフィールドワーク（中高部5学年）
国際人を育てるための全員参加の海外研修プログラム（全8日間）。大学研修や高校訪問で英語コミュニケーション力を培うとともに、史跡や施設見学によりアメリカの歴史と社会を学ぶ。スミソニアン博物館では各自が研究テーマに基づき2日間の自由研究を行う。4学年次から事前研修を行い、帰国後はタブレットを用いて英語プレゼンテーションを行う。

### カナダ探究フィールドワーク(高校部2学年)
全員参加の海外研修プログラム（全8日間）。「キャンプ・タウィンゴ」に滞在し、現地大学生とともに生活。事前にカナダの歴史・文化・自然などをリサーチし、現地で探究活動を行う。現地高校生との交流もあり、帰国後はタブレットを用いて英語プレゼンテーションを行う。

### 才能発見プログラム（中高部4学年、高校部1学年）
高校１年時は宿泊フィールドワークを実施せず、約１年かけて「才能発見プログラム」に取り組む。これは、自分の才能を見つけ、１年間その才能を伸ばす取り組みを行うもの。生徒各自が研究テーマを決定し、教員がメンターとしてその研究をサポートする。唯一的な正解のないものを研究テーマとするこのプログラムを通して、自分の将来の進路にも真剣に向き合うことができる。

## 部活動
月曜日や定期試験前などは活動休止等のルールを定め、学習を保証したうえでの部活動である。野球部は2014年の発足当時は軟式であったが、2017年硬式へ転向した。中高合同で活動する部活動も多い。なお、硬式野球部と吹奏楽部は強化指定部対象、硬式テニス部とバドミントン部は部活動優遇制度対象となっている。

### 運動部
剣道部（中・高）、硬式テニス部（中・高）、硬式野球部（高）、サッカー部（中・高）、卓球部（中・高）、ダンス部（中・高）、バスケットボール部（中・高）、バドミントン部（中・高）、陸上部（中・高）

### 文化部
ART&ENGLISH部（中・高）、ESS部（中・高）、科学部（中・高）、競技かるた部（中・高）、コーラス部（中・高）、将棋部（中・高）、情報部（中・高）、書道部（中・高）、吹奏楽部（高）、鉄道研究部（中・高）

## 進路
中高一貫生、高校入学生ともに多数が４年制大学への進学を希望している。中高部4年・高校部1年時に文理選択を行い、中高部5年・高校部2年時から文系クラス、理系クラスに分かれ履修する。中高部6年・高校部3年時には更に難関コース、国立コース、私立コースに分かれ、生徒各自が目指す進路に応じた受験指導を行っている。
　2019年からは医系コースが新設され、医療問題についてのレクチャーや小論文授業を行うほか、放課後を利用し医師等による特別講義などを実施。医学部合格に向け力強い学力を育んでいく。
　進学先は、東京大学をはじめとする国公立大学や私立大学が多数を占める。2014年度卒の高校2期生から初の東京大学合格者を輩出して以来、ほぼ毎年東京大学または京都大学の合格者を輩出している。また、東北大学や名古屋大学、北海道大学などの旧帝大及び早稲田大学、慶応義塾大学をはじめとする難関私立大学にも合格者を輩出しており、卒業生160名程度の小規模校としては充実した進路結果となっている。

## アクセス
- 柳生駅徒歩約20分
- 鴻巣駅よりスクールバス約1時間
- 加須駅・羽生駅・館林駅・南栗橋駅よりスクールバス約25-35分
- 栗橋駅・板倉東洋大前駅・古河駅よりスクールバス約10-20分